# La Nouvelle République des Pyrénées
La Nouvelle République des Pyrénées és un diari d'informació local, propietat del Groupe La Dépêche, que apareix al departament francès dels Alts Pirineus. Va ser creat el mes d'agost de 1944 després de l'alliberament de França pels aliats a la Segona Guerra Mundial.
Després de pertànyer al Groupe Hersant, va ser integrat al Groupe La Dépêche el 1982. Originàriament era un diari que apareixia les tardes i des del 2001 surt els matins. La Nouvelle République des Pyrénées té la seu a Tarba i compleix amb una difusió de 14.000 exemplars diaris, de dilluns a dissabte; els diumenges no apareix.
Té seus amb periodistes professionals a Lorda, Banhèras de Bigòrra i Lannemezan i es recolza sobre una xarxa de més de 150 corresponsals locals per tal de cobrir l'actualitat quotidiana de les 474 comunes dels Alts Pirineus.